# Othello Hunter
Tegba Othello Hunter (* 28. Mai 1986 in Winston-Salem, North Carolina) ist ein ehemaliger US-amerikanisch-liberianischer Basketballspieler. Nach dem Studium in seinem Geburtsland begann Hunter eine Karriere als professioneller Spieler, in der er zu Anfang auch in der NBA spielte. Ab 2010 setzte Hunter seine Karriere in Europa und der Volksrepublik China fort.

## Karriere
Nach dem Schulabschluss in der Richard J. Reynolds High School in seiner Geburtsstadt ging Hunter im Jahr 2004 zunächst zum Studium an das Hillsborough Community College in Tampa Bay, wo er in Florida für die Hochschulmannschaft Hawks in der National Junior Collegiate Athletic Association (NJCAA) spielte. Nach zwei Jahren bekam er 2006 einen Studienplatz zum weiterführenden Studium an der Ohio State University, wo er für die Hochschulmannschaft Buckeyes in der Big Ten Conference der NCAA spielte. Die Mannschaft gewann 2007 das Big Ten-Meisterschaftsturnier und zog im landesweiten NCAA-Endrundenturnier erstmals seit der erfolgreichen Zeit zu Beginn der 1960er Jahre ins Finalspiel ein, in dem die Buckeyes jedoch dem Titelverteidiger Gators der University of Florida unterlagen. Nachdem seine Mannschaftskameraden Greg Oden an erster und Mike Conley, Jr. an vierter sowie Daequan Cook an 21. Position im anschließenden NBA-Draft 2007 ausgewählt wurden, verpassten die Buckeyes im folgenden Jahr nicht nur die Titelverteidigung in der Big Ten, sondern auch die Einladung zur NCAA-Endrunde. Stattdessen nahmen sie am National Invitation Tournament teil, das sie 2008 zwanzig Jahre nach ihrem ersten Titelgewinn in diesem Wettbewerb mit einem Finalsieg über die Minutemen der University of Massachusetts gewann. Damit war Hunters Collegekarriere beendet, doch trotz der NCAA-Erfolge wurde er im NBA-Draft 2008 von keinem NBA-Klub ausgewählt.
Erst über die NBA Summer League konnte sich Hunter einen Platz in einem Kader der NBA-Klubs erspielen, als ihn die Atlanta Hawks unter Vertrag nahmen. In der NBA-Saison 2008/09 bestritt Hunter 16 Kurzeinsätze und er wurde im Februar 2009 kurzzeitig an das Farmteam Anaheim Arsenal in der NBA Development League abgegeben, um in drei Einsätzen Spielpraxis zu sammeln. In der NBA-Spielzeit 2009/10 kam Hunter nur noch auf sieben Einsätze, bevor Anfang Januar 2010 sein Vertrag beendet wurde. Im März 2010 schloss sich Hunter dem Verein Ilisiakos aus der griechischen Hauptstadt Athen an, der als Aufsteiger nur dank des besseren direkten Vergleichs den Klassenerhalt in der höchsten Spielklasse A1 Ethniki erreichte. Zur Saison 2010/11 wechselte Hunter erstmals in die italienische Lega Basket Serie A zum Aufsteiger Banco di Sardegna aus Sassari auf Sardinien. Dieser erreichte auf Anhieb auf dem sechsten Platz den Einzug in die Play-offs um den Titel. In der ersten Runde schied man jedoch nach einem Auftaktsieg in Mailand in vier Spielen gegen Rekordmeister Olimpia Armani Mailand aus.
Für die Saison 2011/12 unterschrieb Hunter einen Vertrag in der Chinese Basketball Association (ChBA) bei den Shandong Lions aus Jinan. Die Lions verpassten jedoch die Endrunde um den Titel, und Hunter spielte bereits ab Februar 2012 in der Basketball Superliga Ukraine für den BK Asowmasch Mariupol. Der frühere Serienmeister schaffte zwar die Rückkehr in die Finalserie, doch diese ging gegen den von Saša Obradović trainierten vormaligen Vizemeister BK Donezk verloren.
In der Saison 2012/13 spielte Hunter in der spanischen Liga ACB für Blancos de Rueda aus Valladolid. Hier war Hunter auf Basis seiner Effektivitätswerte zwar am sechsten Spieltag „Spieler der Woche“, doch die Mannschaft verbesserte sich nicht wesentlich, auch wenn es auf dem drittletzten Tabellenplatz diesmal auch zum sportlichen Klassenerhalt reichte. Hunter stand dann erneut kurzzeitig in der ChBA unter Vertrag, bevor er sich für die Saison 2013/14 zur Rückkehr nach Europa entschloss, wo er in der Serie A für den bisherigen Serienmeister Montepaschi aus Siena spielte. Nach finanziellen Kürzungen durch den angeschlagenen Hauptsponsor Monte dei Paschi di Siena war die Meistermannschaft auseinandergebrochen. Nachdem man bereits nach der Vorrunde im höchstrangigen europäischen Vereinswettbewerb EuroLeague sowie in der Zwischenrunde des Eurocup ausgeschieden war, reichte es trotzdem noch einmal als Titelverteidiger zum Einzug in die Finalserie um die italienische Meisterschaft. Hier lag man nach fünf Spielen der Serie in Führung, doch nach den zwei folgenden Niederlagen verlor Hunter nicht nur wie 2012 eine Finalserie, sondern auch wie 2011 eine Play-off-Serie gegen den neuen Titelgewinner Olimpia Armani Mailand. Für die Saison 2014/15 wurde Hunter von Olympiakos Piräus, dem griechischen Vizemeister der A1 Ethniki, verpflichtet, mit dem er erneut in der EuroLeague spielte.
Es folgten Aufenthalte bei weiteren Großvereinen des europäischen Basketballsports: Real Madrid, ZSKA Moskau und Maccabi Tel Aviv. Mit Moskau und Tel Aviv wurde er Landesmeister, 2019 errang er zudem mit der Mannschaft aus der russischen Hauptstadt den Sieg in der Euroleague.
Im Juli 2021 verpflichtete ihn der FC Bayern München. In seiner letzten Saison in München gewann er im Februar 2023 den deutschen Pokal. Ein halbes Jahr danach gab er das Ende seiner Karriere bekannt.

## Erfolge
- EuroLeague-Sieger: 2019
- Israelischer Meister: 2020, 2021
- Russischer Meister: 2018, 2019
- Griechischer Meister: 2015, 2016
- Deutscher Pokalsieger: 2023
- Spanischer Pokalsieger: 2017